# 諾蘭·萊恩
小林恩·諾蘭·萊恩（英語：Lynn Nolan Ryan Jr.，1947年1月31日—）是美國職棒大聯盟的投手，職業生涯長達27年。萊恩保有多項大聯盟的紀錄。他以強勁的快速球聞名於世，能投出約當時速100.9英里（約162.4公里）的球速，使他獲得「特快車萊恩」（The Ryan Express）的綽號，生涯晚期即使他年過40，球速也依然可達95英里以上。
萊恩8度入選明星賽，生涯一共投出5714次三振，高居史上第一，領先第二名的藍迪·強森多達839次，是大聯盟史上首位生涯超過5,000次三振的投手。然而，他生涯投出2,795次四壞球保送也高居史上第一，甚至領先第二名的巨投史提夫·卡爾頓多達962次。事實上萊恩在大聯盟史上比任何一個投手的保送次數都多了50%以上。
萊恩生涯投出過7場無安打比賽，比任何大聯盟投手都至少多了3場。他也投出過12場1安打的比賽，同樣高居史上第一。

## 球員生涯

### 紐約大都會
萊恩生於德州的瑞法吉歐（Refugio），在他6個星期大時就舉家搬遷至休士頓近郊的愛爾文（Alvin）。他在高中時期開始鍛鍊他的球速，1965年高中畢業後旋即和紐約大都會隊簽下合約，從阿帕拉契聯盟的馬里安大都會隊（Marion Mets）出發。當萊恩登上大聯盟的時候，他是整個大聯盟第二年輕的球員，但是他退休的時候，他卻是整個大聯盟最老的球員。
1967年球季，萊恩因為控球不佳被下放至小聯盟，這個問題也在萊恩整個職業生涯中如影隨形地困擾著他。直到1968年，萊恩才獲得一些突破，但是當年大都會的先發投手輪值中有天王巨星湯姆·西佛領軍，堪稱大聯盟最佳先發投手群，這使得萊恩只能從中繼投手做起，1969年時偶而才能擔任先發投手。
1969年大都會隊打進季後賽，萊恩也在季後賽出賽名單中，而且表現優異。國家聯盟冠軍系列賽面對勇士隊的時候，萊恩中繼出場，投7局，無失分，也讓大都會隊以直落三擊敗勇士隊，拿下國聯冠軍。這是萊恩職業生涯的第一場季後賽勝利，而他下次在季後賽獲勝要等到12年後的1981年了。1969年世界大賽第三場，萊恩面對美聯冠軍巴爾的摩金鶯隊後援2+1⁄3局無失分，替球隊守住勝利，也讓大都會取得2-1的優勢，後來大都會只打到第五場比賽就贏得了這一年的世界大賽冠軍。

### 加州天使
1972年，大都會隊和加州天使達成一項交易，以萊恩交換天使隊的明星游擊手吉姆·佛格西(Jim Fregosi)。萊恩在天使隊的第一個球季就讓世人見識到驚人的三振能力，他以329次奪三振高居美國聯盟三振王寶座，同時領先第二名的投手將近100次。在當時是史上第四高的單季投手奪三振紀錄。而更厲害的是，這只是萊恩在接下來五年所投出第四高的奪三振紀錄而已。

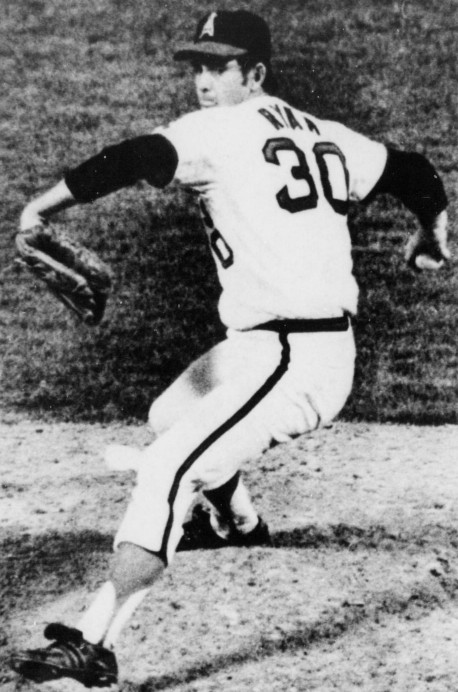
1972年，萊恩在加州天使的首個球季。

雖然當時的加州天使是支萬年爛隊，但是萊恩仍然有辦法拿下勝投，特別是1972年19勝16負的成績，自責分率2.28也是天使隊史上次低。1973年他又拿下21勝16負、1974年也有22勝16負（22勝至今仍是天使隊單季最多勝投紀錄）。因為球隊戰力不佳，萊恩在1976年球季居然以17勝18負成了聯盟最多敗的投手，只比天使隊史紀錄少了一敗。在1970年代初期，大部分的大聯盟球隊都只有四名固定的先發投手，而且多半會讓先發投手完投，這也是萊恩早期勝敗場數皆高的主要原因。
1973年也是萊恩威力最恐怖的一年，整個球季投出383次三振，以一次之差打破了由傳奇巨星、有「上帝左手」美譽的左投柯法斯保持的單季奪三振紀錄。同年他也投出2場無安打比賽，接下來兩年又各投出1場無安打比賽，追平了柯法斯保持的另一項紀錄。1974年球季，萊恩兩度在單場投出19次三振，也分別追平席佛和卡爾頓的9局比賽奪三振紀錄，直到1986年羅傑·克萊門斯單場投出20次三振才被打破。
1974年8月20日出戰芝加哥白襪時，萊恩投出了100.9英里的球速，這也是金氏世界紀錄至今所承認人類最快的球速。
萊恩在天使隊待了八個年頭，直到1979年球季才盼到他的第二次季後賽。在美國聯盟冠軍系列賽他又碰上了金鶯隊，這次他和金鶯的王牌投手吉姆·帕瑪(Jim Palmer)交手，投了7局好球，但是兩人最後均和勝負無關。天使隊最後在延長的第十局輸球，而且在系列賽的第四場就被淘汰，這也使得原訂在第五場先發的萊恩無緣再上場。季後萊恩成了自由球員，他原本希望能成為史上第一個年薪突破百萬美元的球員，但是當時天使隊的總經理巴茲·巴瓦西(Buzzie Bavasi)認為戰績16勝14負的萊恩可以用兩個8勝7負的投手取代，於是拒絕了萊恩的要求，也讓萊恩離開了天使隊。
萊恩在天使隊的八個球季中有七個球季是美聯三振王，然而他也是六個球季的保送王，剩下的兩個球季則是保送第二多的投手。1974年和1977年他甚至投出200次保送，整個20世紀只有Bob Feller在1938年跟他一樣。

### 休士頓太空人
離開了讓他成為天王巨星的加州天使後，萊恩和相當於他故鄉的休士頓太空人隊簽下了新約，也讓他正式成為首位年薪突破百萬美元的職棒球員。1980年4月12日太空人出戰道奇的比賽中，一向不太精於打擊的萊恩在全國轉播的觀眾面前，從後來也成為名人堂的投手唐·薩頓手中擊出一支三分全壘打。這是他生涯第一支全壘打，也是他生涯僅有的兩支全壘打當中的一支。而這支全壘打就包辦了萊恩1980年6分打點的一半。
同一年的7月4日，在辛辛那提紅人隊的主場，萊恩投出了生涯第3000次三振，受害者是紅人隊的Cesar Geronimo（無獨有偶地，Geronimo也是另一名大投手鮑伯·吉布森生涯第3000次三振的受害者）。萊恩在1980年又一次和球隊打進季後賽，可惜這一次太空人在國家聯盟冠軍戰敗北，萊恩仍然無緣世界大賽。這一年的國聯冠軍戰，太空人面對費城費城人，萊恩在第二場比賽先發，第七局雙方2比2平手時退場，無關勝負。第五場比賽萊恩再度先發，太空人一直到了第七局結束仍然以5:2領先。但是第八局時萊恩先是被連續敲出3支一壘安打，再投出一個保送失去一分後退場。太空人的後援投手群無法壓制住費城人的打線，使得比數反而變成費城人以7:5領先。後來雖然太空人追平比分，讓萊恩逃過敗戰，但是最終仍然輸給了費城人隊。
1981年9月26日，萊恩投出了他生涯第五場無安打比賽，打破柯法斯的紀錄，也成為第三個同時在美聯及國聯都投出無安打比賽的投手。這個球季萊恩也以1.69的自責分率拿下國聯最低自責分率的頭銜。1981年太空人再次打進季後賽，而在國家聯盟冠軍系列賽當中碰上國聯西區冠軍道奇隊，萊恩在第一場比賽先發，和他對決的是道奇隊當年的超級新人佛南度·瓦倫佐拉（Fernando Valenzuela）。萊恩投出了一場精采的兩安打完投勝，這場勝投距離萊恩上一場的季後賽勝利已經有12年之久，同時也是他生涯最後一場季後賽勝投。國聯冠軍戰的第五戰萊恩再次先發，但這次他退場時太空人以0:3落後，也輸掉了這場比賽和整個國聯冠軍戰。
1982年的球季尾聲，萊恩和卡爾頓同時逼近了由華特·強森保持的生涯最多三振紀錄。這兩人的競爭激烈，互有領先。1983年4月27日，萊恩先投出了第3509次三振打破了強森的紀錄，卡爾頓則在兩星期後也達成了這項里程碑。
1985年7月11日，萊恩成為大聯盟史上首位達成4,000次三振的投手。
1986年的國聯冠軍賽，萊恩遇上了老東家紐約大都會。第二戰先發的萊恩表現不佳，吞下敗投。第五場比賽萊恩捲土重來，投出了一場9局2安打責失1分、外帶12次三振的精采好球。比較可惜的是那2支安打當中有一支是「草莓先生」達爾·史卓貝瑞（Darryl Strawberry）所擊出的陽春全壘打。而大都會的王牌投手德懷特·古登亦不遑多讓，讓太空人幾乎難以施展攻勢。最後萊恩與勝負無關，太空人也在第十二局輸給了最後贏得世界冠軍的大都會隊。
1987年球季，年屆不惑的萊恩雖然以2.76的自責分率再次拿下大聯盟最低自責分率的寶座，270次三振也是大聯盟投手之冠，但是太空人的整體戰力不佳讓他的戰績居然只有8勝16負。儘管如此，萊恩仍然在這一年的賽揚獎投票中拿下第五名。

### 德州遊騎兵
1988年球季結束後，太空人隊不再與萊恩續約。萊恩於是轉投同樣在德州的德州遊騎兵隊。
他在遊騎兵隊的第一個球季拿下16勝-10敗，同時再次以301次三振勇奪美國聯盟三振王。這一年的8月22日，他在面對奧克蘭運動家隊的名人堂球星盜帥瑞奇·韓德森（Ricky Henderson）時投出他生涯的第5000次三振。萊恩成了棒球史上第一個也是唯一一個投出5000次三振的投手(當時參與這場盛會的還有後來成為美國總統的小布希及其夫人蘿拉)。兩年後，已經44歲的萊恩仍然身手了得，以2.91的自責分率排在美聯第五名，而203次三振則更是高居第三。
1990年6月11日，萊恩投出生涯第六場無安打比賽。同年的7月30日，面對密爾瓦基釀酒人的比賽，萊恩拿下了他生涯的第300場勝投。1991年5月1日，萊恩在面對多倫多藍鳥的比賽投出了他生涯的第七場無安打比賽，這場比賽他以三振藍鳥隊的明星二壘手羅伯托·阿洛瑪（Roberto Alomar）替比賽畫下句點。很巧合的是萊恩投出生涯前兩場無安打比賽時，鎮守二壘大關的居然是阿洛瑪的父親山迪·阿洛瑪（Sandy Alomar Sr.）。
1993年球季開始前，萊恩就宣布他將在這個球季之後退休。這一年的8月4日，萊恩再次締造了他漫長職棒生涯的另一個高潮，只是這次和投球無關—他在投手丘上和對手打了起來。當時在芝加哥白襪隊的明星三壘手羅賓·范屈拉(Robin Ventura)在挨了一記觸身球後，怒氣沖沖地跑上投手丘準備和比他年長20歲的萊恩用拳頭分高下。結果范屈拉的頭部被萊恩用左臂緊緊固定住之後，慘遭萊恩用右拳重擊六下，直到遊騎兵隊的捕手伊凡·羅德里奎茲(Iván Rodríguez)拼命把范屈拉從萊恩身邊拉開後才停止。這個畫面經由電視傳送到全美國的每個角落，成為史上最經典的職棒比賽打架事件。范屈拉和白襪隊的總教練蓋尼·拉蒙(Gene Lamont)被驅逐出場，而幾乎沒有離開過投手丘的萊恩則完全無事，甚至在接下來的比賽讓白襪隊一支安打也打不出來。據信萊恩是從1980年和戴夫·溫菲爾德(Dave Winfield)起衝突之後才開始變得更有攻擊性。
1993年9月22日在西雅圖水手隊的主場，萊恩傳奇似的27年投手生涯終於劃上了句點。萊恩的韌帶在長期奮戰後終於承受不了如此劇烈的工作而有了撕裂傷，這迫使萊恩比他原本預定的計畫還早了兩場就宣布退休。在發現自己的韌帶撕裂之後，萊恩還試著投了一球，希望可以繼續投完比賽。最讓人驚駭莫名的是，萊恩用韌帶受傷的手臂所投出的最後一球，球速竟然還高達98英里。

## 目前工作
從投手丘退休的萊恩並未就此離開職業棒球，目前他是兩支美國職棒小聯盟球隊的老闆。這兩支球隊分別是隸屬於2A等級德州聯盟的基督聖體市鐵鈎(Corpus Christi Hooks)隊以及3A等級太平洋海岸聯盟(Pacific Coast League)的圓石城特快車隊(Round Rock Express)。這兩隻小聯盟球隊都屬於太空人體系，而萊恩同時也是太空人隊總經理的特別助理。
萊恩在2005年世界大賽的第三場比賽擔任開球的貴賓，這場比賽具有很特殊的意義，因為這是歷史上第一場在德州開打的世界大賽 (太空人與遊騎兵都未曾獲得聯盟冠軍)，所以由德州出身的萊恩投出具有紀念價值的第一球也格外感人。這場比賽打了14局才分出勝負，追平了世界大賽的歷史紀錄，而打了5小時41分則是刷新紀錄。當時負責轉播的ESPN主播曾經略帶挖苦地說如果這場比賽再打下去，太空人恐怕得把已經58歲的萊恩給請出來抗敵了。
在棒球之外，萊恩還擁有一家德州當地的銀行以及一間位於德州三河鎮的餐廳。1995年至2001年間，萊恩還擔任過德州公園與野生動物委員會的成員。他也替常見的消炎止痛藥Advil在電視上代言多年，因為他自己也曾經深受運動傷害造成的關節炎所苦。除此之外，萊恩也是好幾個德州當地電視廣告的主角。
90年代末期，萊恩曾經多次傳說可能進入德州州政府的內閣名單中，而大部分的傳說都和共和黨有關。不過這些傳言從未成真，後來也就鮮少有人再提。
不管萊恩有多麼重視身體的健康，他仍然不可避免地在2000年時罹患心臟病，因而接受了兩次冠狀動脈的繞道手術。
2008年，成為德州遊騎兵球團執行長。2013年10月，宣布辭去執行長職位，同時把手中股權全數賣給球團共同主席 Bob Simpson與 Ray Davis。

## 評價

### 引人非議
儘管萊恩的職業生涯既長壽且精彩，但是他是否身為棒球歷史上的偉大球員卻時有爭議。對他最主要的批評來自他生涯的勝率只有.526。將萊恩生涯的成績拿去和華特·強森之類的名人堂投手比較，會發現他的勝率只比他待過的球隊好一點點。這些研究顯示雖然外界通常認為萊恩生涯待過的球隊多半是爛隊，但是扣掉萊恩在這些球隊的成績後，這些球隊的勝率是比五成略高的.503(忽略掉1966年他只在大都會投了3局後會變成.506，大都會那年輸了95場)。因此他的生涯勝率只比他待過的球隊高了2.3%，而像華特·強森在這個數據上的表現是10.7%。在這項研究中被用來比較的名人堂投手雖然沒有人在這方面的成績比強森好，但他們全部都贏過萊恩。棒球統計大師Bill James在他的名著Bill James's Historical Baseball Abstract中就提及幾乎沒有幾個進入名人堂的投手在這個數據上比萊恩更差。而歷史上也只有兩支球隊在季賽時的勝率比萊恩更低，但是最後打進世界大賽 (1973年的大都會和2006年的聖路易紅雀)。
萊恩生涯未曾贏過一座賽揚獎，離這個投手最高榮譽最接近的一次是1973，他獲得第二名。萊恩的生涯勝投數比敗投數多了32場，但是每年平均卻只有13勝12負，生涯292場敗投也是歷史第三高，更是整個生涯都在20世紀的投手中最多敗投數的。他生涯各有八次在聯盟的勝敗投排行榜進入前十。他也被批評無法把球隊帶進季後賽，27年的生涯只打入季後賽5次，也只在1969年拿過世界大賽冠軍。他在季後賽的7場先發，只有1勝2負的成績，另外中繼上場時的成績是1勝1救援成功。

### 百世流芳
提到萊恩和柯法斯之間的關連，通常都是萊恩打破了柯法斯保持的無安打比賽場次和單季奪三振紀錄。這兩位超級巨星其實還有很多相似之處，他們的大聯盟生涯起步極早、早期都曾經在低潮中掙扎，也都以凌厲的快速球創下前無古人的三振與無安打比賽紀錄，他們在比賽以外的時間也都頗為孤僻不與人親近（在這方面柯法斯尤勝萊恩）。這兩人都很清楚知道自己的身價不同於凡人，都曾為了合約和薪水問題與球隊老闆起過衝突。萊恩是個非常精明的生意人，他曾經欣然承認自己在球場上奮戰如此多年的原因是為了高額的薪水。
這兩人之間也有很多不同之處，柯法斯是左投，萊恩是右投；柯法斯生涯只打過道奇隊，而萊恩遊走於四支球隊；柯法斯帶領道奇四度稱王，萊恩所在的球隊大多是五成勝率左右的中游球隊；萊恩的生涯勝負紀錄並非特別耀眼，而柯法斯在這方面顯然勝過萊恩許多，特別是有如煙火般絢麗的最後四年；萊恩的勝率只比他所待的球隊高一點點，柯法斯大部分時間都比道奇隊的勝率高上不少（尤其考量到道奇隊當時已經是國聯的常勝軍，讓這項數據更顯得不可思議）。不過最重要的差別是：萊恩可說是投手丘上的長青樹，而柯法斯卻因為手臂和阿基里斯腱的傷勢而提早結束了他完美的職業生涯。無論如何，這兩人都是當代最佳的威力型投手 （power pitcher）。
萊恩是史上職業生涯最長的投手，而他的生涯三振次數更被認為是棒球中最難突破的紀錄之一。他生涯中保持第一的紀錄有：三振次數（5714）、每九局被安打最少（6.56），以及無安打比賽場次（7）。此外，他的投球局數是史上第五多（5386）、先發場次第二高（773）、完封場次第七高（61）、也和其他投手並列史上勝投排行榜的第十三名（324）。不過他也有幾項不太光彩的紀錄同樣在歷史上名列前茅，例如他是史上保送次數最多的投手（2795）、暴投冠軍（277，不過若是採計美國協會時期的數據，萊恩則是第二名，但仍然是活球年代以來最多暴投的人）、敗投第三名（292，大聯盟自1900年以後加入的投手中最多的），觸身球次數則是第九（158）。萊恩同時也是大聯盟史上唯一一個被轟出十支滿貫全壘打的投手。
萊恩是歷史上第一個被三支不同球隊將其背號退休的選手，第二位是法蘭克·羅賓森。而此處不包含傑基·羅賓森的42號被大聯盟官方宣佈退休的狀況。1992年6月16日，加州天使隊將萊恩用過的30號球衣退休，1996年9月15日德州遊騎兵將萊恩的34號退休，幾天後的9月29日太空人隊也將萊恩使用過的34號退休。
萊恩在1999年，第一次獲得棒球名人堂的票選資格時，就以98.79%的超高得票率入選，只差6票就全數通過。在這一年他也以第41名，名列運動新聞（The Sporting News）所選拔的「史上100位最偉大的棒球選手」排行榜中。也被大聯盟官方選入美國職棒大聯盟世紀球隊。2003年他被遊騎兵隊選入該隊的名人堂，而2006年時又獲選為遊騎兵的「故鄉英雄」（Hometown Hero）。

## 大事紀
- 1968年4月19日，面對聖路易紅雀隊的第二局，萊恩只用了九球就三振了對方的三位打者。該場比賽大都會以2:1獲勝。這是國家聯盟史上第八位、大聯盟史上第十四位投手在一個半局中只使用九球奪得三個三振。
- 1972年7月9日，萊恩同樣在面對波士頓紅襪隊的第二局時又用了九球就三振三位打者，最後天使以3:0獲勝。萊恩是美國聯盟史上第七位達成這項紀錄的投手，而且這是史上第一個（也是至今唯一的一個）在兩個聯盟都達成這項紀錄的投手。
- 1960年代出道的大聯盟選手中，萊恩是最晚退休的一個，比捕手長青樹卡爾頓·費斯克(Carlton Fisk)還晚了三個月。
- 萊恩的家鄉愛爾文學區宣佈下一所中學將會以他的名字來命名，該校預定2008至2009年開始招生。

## 生涯成績
| 年度     | 球隊   | 出賽 | 先發 | 勝  | 敗  | 勝率 | 防禦率 | 完投 | 完封 | 投球局數 | 安打 | 自責分 | 全壘打 | 四壞球 | 三振 |
| -------- | ------ | ---- | ---- | --- | --- | ---- | ------ | ---- | ---- | -------- | ---- | ------ | ------ | ------ | ---- |
| 1966年   | 大都會 | 2    | 1    | 0   | 1   | .000 | 15.00  | 0    | 0    | 3.0      | 5    | 5      | 1      | 3      | 6    |
| 1968年   | 大都會 | 21   | 18   | 6   | 9   | .400 | 3.09   | 3    | 0    | 134.0    | 93   | 46     | 12     | 75     | 133  |
| 1969年   | 大都會 | 25   | 10   | 6   | 3   | .667 | 3.53   | 2    | 0    | 89.1     | 60   | 35     | 3      | 53     | 92   |
| 1970年   | 大都會 | 27   | 19   | 7   | 11  | .389 | 3.42   | 5    | 2    | 131.2    | 86   | 50     | 10     | 97     | 125  |
| 1971年   | 大都會 | 30   | 26   | 10  | 14  | .417 | 3.97   | 3    | 0    | 152.0    | 125  | 67     | 8      | 116    | 137  |
| 1972年   | 天使   | 39   | 39   | 19  | 16  | .543 | 2.28   | 20   | 9    | 284.0    | 166  | 72     | 14     | 157    | 329  |
| 1973年   | 天使   | 41   | 39   | 21  | 16  | .568 | 2.87   | 26   | 4    | 326.0    | 238  | 104    | 18     | 162    | 383  |
| 1974年   | 天使   | 42   | 41   | 22  | 16  | .579 | 2.89   | 26   | 3    | 332.2    | 221  | 107    | 18     | 202    | 367  |
| 1975年   | 天使   | 28   | 28   | 14  | 12  | .538 | 3.45   | 10   | 5    | 198.0    | 152  | 76     | 13     | 132    | 186  |
| 1976年   | 天使   | 39   | 39   | 17  | 18  | .486 | 3.36   | 21   | 7    | 284.1    | 193  | 106    | 13     | 183    | 327  |
| 1977年   | 天使   | 37   | 37   | 19  | 16  | .543 | 2.77   | 22   | 4    | 299.0    | 198  | 92     | 12     | 204    | 341  |
| 1978年   | 天使   | 31   | 31   | 10  | 13  | .435 | 3.72   | 14   | 3    | 234.2    | 183  | 97     | 12     | 148    | 260  |
| 1979年   | 天使   | 34   | 34   | 16  | 14  | .533 | 3.60   | 17   | 5    | 222.2    | 169  | 89     | 15     | 114    | 223  |
| 1980年   | 太空人 | 35   | 35   | 11  | 10  | .524 | 3.35   | 4    | 2    | 233.2    | 205  | 87     | 10     | 98     | 200  |
| 1981年   | 太空人 | 21   | 21   | 11  | 5   | .688 | 1.69   | 5    | 3    | 149.0    | 99   | 28     | 2      | 68     | 140  |
| 1982年   | 太空人 | 35   | 35   | 16  | 12  | .571 | 3.16   | 10   | 3    | 250.1    | 196  | 88     | 20     | 109    | 245  |
| 1983年   | 太空人 | 29   | 29   | 14  | 9   | .609 | 2.98   | 5    | 2    | 196.1    | 134  | 65     | 9      | 101    | 183  |
| 1984年   | 太空人 | 30   | 30   | 12  | 11  | .522 | 3.04   | 5    | 2    | 183.2    | 143  | 62     | 12     | 69     | 197  |
| 1985年   | 太空人 | 35   | 35   | 10  | 12  | .455 | 3.80   | 4    | 0    | 232.0    | 205  | 98     | 12     | 95     | 209  |
| 1986年   | 太空人 | 30   | 30   | 12  | 8   | .600 | 3.34   | 1    | 0    | 178.0    | 119  | 66     | 14     | 82     | 194  |
| 1987年   | 太空人 | 34   | 34   | 8   | 16  | .333 | 2.76   | 0    | 0    | 211.2    | 154  | 65     | 14     | 87     | 270  |
| 1988年   | 太空人 | 33   | 33   | 12  | 11  | .522 | 3.52   | 4    | 1    | 220.0    | 186  | 86     | 18     | 87     | 228  |
| 1989年   | 遊騎兵 | 32   | 32   | 16  | 10  | .615 | 3.20   | 6    | 2    | 239.1    | 162  | 85     | 17     | 98     | 301  |
| 1990年   | 遊騎兵 | 30   | 30   | 13  | 9   | .591 | 3.44   | 5    | 2    | 204.0    | 137  | 78     | 18     | 74     | 232  |
| 1991年   | 遊騎兵 | 27   | 27   | 12  | 6   | .667 | 2.91   | 2    | 2    | 173.0    | 102  | 56     | 12     | 72     | 203  |
| 1992年   | 遊騎兵 | 27   | 27   | 5   | 9   | .357 | 3.72   | 2    | 0    | 157.1    | 138  | 65     | 9      | 69     | 157  |
| 1993年   | 遊騎兵 | 13   | 13   | 5   | 5   | .500 | 4.88   | 0    | 0    | 66.1     | 54   | 36     | 5      | 40     | 46   |
| 累績成績 |        | 807  | 773  | 324 | 292 | .526 | 3.19   | 222  | 61   | 5386.0   | 3923 | 1911   | 321    | 2795   | 5714 |

## 延伸閱讀
- 300勝俱樂部
- 3000三振俱樂部

## 外部連結
- The Nolan Ryan Foundation
- 球員資訊和成績在MLB ，ESPN ，Retrosheet ，Baseball Reference ，Baseball Reference (Minors) ，Fangraphs ，The Baseball Cube （英文）
- Baseball Hall of Fame bio